# Satisfyer (lied)
Satisfyer is een lied van de Nederlandse zangeres Roxy Dekker. Het werd in 2023 als single uitgebracht.

## Achtergrond
Satisfyer is geschreven door Julian Vahle, Kevin Bosch, Maan de Steenwinkel, Roxy Dekker en Valentijn Verkerk en geproduceerd door Antoon. Het is een nummer dat past in het genre nederpop. In het lied zingt de artiest over een seksuele relatie met een persoon die zij beschrijft als haar "satisfyer". Er wordt in het lied gespeeld met de betekenis van dat woord, dat bekend is als een seksspeeltje, maar ook kan worden gezien als een persoon die de liedverteller kan bevredigen.
Een eerste versie van het lied was gemaakt door Antoon voor de zangeres Maan. Na het succes van Anne-Fleur vakantie, benaderde Antoon Dekker, feliciteerde hij haar met haar successen en stelde hij voor om samen de studio in te gaan. Hier bood hij haar Satisfyer aan, waarna ze het nummer zo bewerkten dat het zou passen in de stijl van Dekker. Voordat het nummer als single werd uitgebracht, werd het al in korte stukjes op TikTok gedeeld. Dit was onder de titel Airfryer. Satisfyer werd niet gebruikt, omdat op TikTok seks niet gepromoot mag worden en op het platform wordt "Airfryer" vaker gebruikt als codewoord voor "Satisfyer". 
Het nummer werd bij radiozender 100%NL uitgeroepen tot de Hit van 100 en de single heeft in Nederland de gouden status.

## Hitnoteringen
De zangeres had succes met het lied in de hitlijsten van Nederland. Het piekte op de vierde plaats van de Nederlandse Single Top 100 en stond zestien weken in deze hitlijst. In de Nederlandse Top 40 kwam het tot de negende plaats in de vijftien weken dat het in deze lijst te vinden was. 